# ملا عارف
ملا عارف ابن ملا علي كردي الاصل ولد في محافظة ارزروم في تركيا في قرية كوليك عام 1867 ميلادية. 
درس العلوم الإسلامية في قريته، وأصبح من الدعاة في مجتمعه، وهو ابن عم الشيخ سعيد بيران صاحب الثورة المشهورة وفي عام 1925. قام سعيد بيران بالثورة ضد نظام مصطفى كمال أتاتورك العلماني، وكان ملا عارف من كبار رجالات الثورة بحكم كرديته ومركزه العلمي والاجتماعي وقرابته من قائد الثورة سعيد بيران. 
وبعد أن فشلت الثورة وأعدم الشيخ سعيد بيران وتمت ملاحقة رجالات الثورة ومنهم ملا عارف الذي حكمت المحكمة العسكرية عليه بالإعدام فهرب إلى سورية عام 1925، وأقام بمنطقة كوباني (عين العرب)الحدودية التابعة لمحافظة حلب واقام فيها حتى وفاته عام 1944 ودفن هناك. 